# Jungle Strike
Jungle Strike — видеоигра, разработанная и изданная Electronic Arts в 1993 году для Sega Mega Drive.
Игра позже была выпущена для консоли Super Nintendo Entertainment System (SNES), а также обновлённая версия была сделана для Amiga и других домашних компьютеров. Игра является прямым продолжением Desert Strike: Return to the Gulf (бестселлер, выпущенный годом ранее) и является второй игрой в серии Strike. Игра представляет собой вертолётный симулятор в жанре shoot ’em up с примесью тактики и стратегии. Сюжет построен вокруг противостояния двум злодеям, планирующим уничтожить Вашингтон. Игрок берет под управление вертолёт, а иногда и другие транспортные средства, чтобы сорвать их планы.
Движок игры был унаследован от неудачной попытки создания авиасимулятора и был вдохновлён Matchbox toys и Choplifter. Jungle Strike унаследовала от предшественника свои основные игровые механики и расширила их дополнительными транспортными средствами. Игра была хорошо воспринята большинством критиков после выхода на Mega Drive. Публика высоко оценила её геймплей, стратегию, дизайн, элементы управления и графику, хотя была некоторая критика, касающаяся интерфейса.

## Сюжет
Сюжет Jungle Strike начинается с заставки, показывающей двух антагонистов: Ибна Килбабы (сын сумасшедшего диктатора из Desert Strike, намного безжалостнее своего отца) и Карлоса Ортеги (южноамериканский наркобарон, его огромная армия наёмников устроила ему побег из тюрьмы во Флориде). Злодеи с яхты наблюдают последствия ядерного взрыва на необитаемом острове, обсуждая доставку ядерных зарядов и план атаки на Вашингтон. Килбаба стремится отомстить за смерть своего отца от рук США, в то время как Ортега хочет проучить янки, чтобы держались подальше от его наркобизнеса.
Игрок берёт под свой контроль элитный отряд пилотов ВВС США. В первом уровне игры главному герою нужно отбить террористическую атаку на Вашингтон (округ Колумбия), в том числе на лимузин президента США. Действие следующих уровней происходит в Южной Америке: пилоты проводят авиаудары на наёмников Ортеги, на его укрепления в джунглях. На предпоследнем уровне игры игрок преследует Килбабу и Ортегу, укрывающихся в своих убежищах — в бункере и на вилле, затем благополучно берёт их в плен.
Последний уровень проходит в Вашингтоне (округ Колумбия), где два антагониста пытаются скрыться после побега из зала суда. Игрок должен уничтожить Килбабу и Ортегу и остановить четыре грузовика террористов, направленных к Белому дому. Килбаба угоняет бензовоз, а Ортега пытается скрыться на автобусе, пилот уничтожает оба транспорта. Версия PC также расширяет сюжетную линию дополнительным уровнем, проходящим на Аляске, в которой игрок должен уничтожить остаток боевиков Ортеги под командованием русского офицера-перебежчика по фамилии Потовский, который взял под свой контроль нефтяные танкеры и угрожает уничтожить экосистему сырой нефтью, если его требования не будут выполнены. После того, как все уровни будут завершены, главный герой и второй пилот едут в автомобиле с открытым верхом по улицам Вашингтона перед толпами ликующих горожан.

## Игровой процесс
Геймплей остался схожим и с первой частью «Страйка», изменения коснулись транспортных средств. Главным оружием игрока является ударный вертолёт Boeing-Sikorsky RAH-66 Comanche. Также в некоторых уровнях игрок пересаживался на другой вид транспорта: мотоцикл, судно на воздушной подушке и боевой истребитель F-117 Nighthawk с ядерным реактором на борту вместо обычного топлива.
Уровни состоят из нескольких миссий, которые построены вокруг уничтожения вражеских орудий и строений, а также спасении заложников, военнопленных, или захвате живой силы противника. Вертолёт вооружен пулемётом, более мощными ракетами Hydra 70 и ещё более смертоносными ракетами Hellfire. Игрок должен выбрать подходящее оружие для каждой конкретной цели. Противостоящие силы варьируются от пехотинцев до артиллерии и танков.
Вертолёт игрока имеет ограниченное количество очков брони, которые истощаются под огнём противника. Если броня достигнет нуля — вертолёт будет уничтожен, игрок потеряет жизнь. Игрок должен маневрировать чтобы избежать повреждения, но так же он может пополнить броню с помощью подбора ящика Armor или путём выгрузки спасённых дружественных солдат или пленников в зоне посадки. Вертолёт имеет ограниченные запасы топлива, которое сгорает со временем. В случае, если топливо закончится, Команч потерпит крушение, стоящее игроку жизни. Вертолёт может заправляться путём сбора топливных бочек. Вертолёт также несёт ограничен в боеприпасах, которые можно пополнить с помощью ящиков с боеприпасами.

## Оценки
| Иноязычные издания | Иноязычные издания |
| Издание            | Оценка             |
| ------------------ | ------------------ |
| Sega Force         | 94 % & 96 %        |
| Amiga Format       | 87 %               |
| The One            | 86 %               |
| CU Amiga           | 85 %               |
| Amiga Power        | 77 %               |
| Награды            |                    |
| Издание            | Награда            |
| MegaTech           | Hyper Game         |

С моменты выхода игра получила хорошие отзывы, но была и критика. В Sega Force по отдельному обзору игры сделали Эдриан Притт и Мэт Йео. Первый рецензент назвал её «стратегией» и охарактеризовал как «величайшую игру в жанре». Также он отметил «отсутствие ошибок» в управлении и «роскошную» графику. Второй рецензент похвалил «поразительную играбельность и 'долговечность'» и посчитал Jungle Strike «в два раза лучше», чем Desert Strike. Yeo назвал графику «бриллиантовой» и назвал игру «лучшим shoot 'em up, который я видел в течение долгого времени». Версия для Mega Drive 3 месяца была бестселлером. Журнал MegaTech сообщил о наличии у игры «впечатляющей графики и множества миссий». Mega поместил Jungle Strike на тринадцатое место в своём Top Mega Drive Games of All Time.
Журнал The One Amiga в своём обзоре писал: «Jungle Strike — прекрасная игра, которая делает вызов любителям Desert Strike, и является хорошим взрывом для новичков». ACAR observed the game’s «Хорошая графика, нормальный звук, гладкая анимация и крутой игровой процесс.» Amiga Power жаловался, что «сквозь игру вы будете потрёпаны беспокойными правыми политиками США», в то время как Amiga Format посчитал игру «изобилующей» «джингоизм». Amiga CD32 Gamer назвал сюжет «типично 'уродливым американским идиотством».
GamePro прокомментировал мастерство игры и разнообразие уровней, а также похвалил версию для SNES за сохранение игрового процесса версии Genesis с улучшением графики и звука.

### Комментарии
1. ↑  Jungle Strike was released in 2006 for the title EA Replay; Desert Strike: Return to the Gulf was also released in this complilation.